# Spice doubt
Spice doubt is een livealbum van Ozric Tentacles. Het bevat opnamen die zijn gemaakt tijdens een internetconcert dat werd gegeven vanuit de Syklopps Studio te San Francisco op 7 juni 1998. De eerste oplage van het album werd uitgebracht in een speciaal hoesje. Het compact disc-doosje was verpakt in een plastic envelop waarin tevens
een zakje met twee speelgoedvisjes in olie. Het album werd later samen uitgebracht met Live underslunky.

## Musici
- Ed Wynne - gitaar, synthesizers
- Christopher “Seaweed” Lennox-Smith - synthesizers
- John Egan - dwarsfluit, bansuri, ney
- Zia Geelani - basgitaar
- Conrad “Rad” Prince - percussie, slagwerk

## Muziek
| Nr. | Titel                                                                    | Duur  |
| --- | ------------------------------------------------------------------------ | ----- |
| 1.  | Cat dna (Ozric Tentacles)                                                | 8:11  |
| 2.  | Eternal wheel (Ozric Tentacles)                                          | 9:31  |
| 3.  | Sploosh! (Ozric Tentacles)                                               | 7:04  |
| 4.  | Ahu Belahu (Wynne)                                                       | 2:46  |
| 5.  | Papyrus (Egan, Geelaní, Lennox, Wynne)                                   | 6:30  |
| 6.  | Oolite Grove and Citadel Jam (Egan, Geelaní, Lennox, Prince, Wynne)      | 10:28 |
| 7.  | Oddentity (Geelaní, Lennox, Prince, Wynne)                               | 7:22  |
| 8.  | Dissolution (The clouds disperse) (Hinton, Pepler, Ed Wynne, Roly Wynne) | 10:08 |
| 9.  | Myriapod (Egan, Geelaní, Hinton, Pepler, Wynne)                          | 5:48  |
| 10. | Spice doubt (Ozric Tentacles)                                            | 9:43  |